# SM UB-122
L'SM UB-122 fu un sommergibile costiero appartenente al tipo UB III in servizio alla Kaiserliche Marine tedesca durante la prima guerra mondiale. Era uno dei 329 sottomarini che servirono l'impero tedesco e prese parte nella guerra navale nella prima battaglia dell'Atlantico. Finita la guerra fu consegnato agli Alleati, affondando il 1 luglio 1921 mentre veniva rimorchiato per la demolizione.

## Storia
Il sommergibile UB-122, appartenente alla classe UB-III, fu impostato presso il cantiere navale AG Weser di Brema (numero costruzione 295) il 21 maggio 1917, varato il 2 febbraio 1918 ed entrato in servizio il 4 marzo dello stesso anno. Il sommergibile UB-122 era lungo 55,85 m largo 5,8 m e con un pescaggio di 3,7 m. Aveva due alberi di trasmissione e a ciascuno di essi erano accoppiati un motore diesel Körting a 6 cilindri erogante 550 CV (405 kW) e un motore elettrico Siemens-Schuckert da 394 CV (290 kW). I due serbatoi di olio combustibile (35 + 36 t di olio combustibile) consentivano un'autonomia di 8.500 nm (15.742 km ) a 6 nodi (11,1 km/h) in superficie. Con una carica delle batterie aveva una autonomia massima in immersione di 55 nm (102 km) a 4 nodi (7 km/h). La velocità massima raggiungibile era di 13,6 nodi (25,2 km/h) in superficie e 8 nodi (14,8 km/h) in immersione.  L'armamento si componeva di un cannone SK L/30 da 88 mm e 5 tubi lanciasiluri (4 a prua e uno a poppa) da 500 mm (10 siluri). L'equipaggio era composto da 3 ufficiali e 31 tra sottufficiali e marinai. La profondità massima raggiungibile era pari a 50 metri che veniva raggiunta in 30 secondi. Il costo del sommergibile fu di 3.654.000 papiermark.
L'unità, al comando dell'obertleutnant zur see Alexander Magnus, fu assegnata alla 3ª Flottiglia sommergibili. 
Lo UB-122 salpò per la prima volta da Kiel per una missione operativa il 17 luglio, dirigendosi a est verso la costa orientale della Gran Bretagna rientrando in Germania il 6 agosto 1918 senza aver riportato alcun successo.
La seconda operazione, durata dal 6 settembre al 4 ottobre 1918, portò lo UB 122 da Helgoland attorno alla Scozia e all'Irlanda fino alla costa della Cornovaglia. Il 4 ottobre 1918 il sommergibile rientrò nel porto di Wilhelmshaven senza aver riportato alcun successo.
Dopo la firma dell'armistizio di Compiègne le unità della Kaiserliche Marine si arresero agli Alleati. Lo UB 122, al comando di Friedrich Träger, si arrese ad Harwich il 20 novembre 1918 venendo esposto al pubblico a Southampton nel dicembre successivo. Trasferito a Portsmouth furono smontati i motori diesel assegnati al un cementificio ad Halling, nel Kent, mentre quelli elettrici all'industria britannica. Venduto per demolizione fu rimorchiato via da Portsmouth affondando, secondo i documenti dell'Ammiragliato, il 1 luglio 1921 a causa del maltempo. Un relitto,. identificato come quello dello UB 122, e stato scoperto sulle distese fangose vicino a Humblebee Creek, nei pressi dell'isola di Grain.

### Annotazioni
1. ↑  Secondo i documenti dell'Ammiragliato britannico nell'aerea del fiume Medway si trovano i relitti di altri tre sommergibili tedeschi: UB-144, UB-145  e UB-150

### Fonti
1. 1 2  Herzog 1993, p. 60.
2. 1 2 3 4  Rössler 1996, pp. 85-86.
3. ↑  Herzog 1993, p. 73.
4. 1 2  Bendert 2000, p. 85.
5. 1 2 3 4 5  Daily Mail.